# Gorodovikovsk
Gorodovikovsk (en russe : Городовиковск ; en kalmouk : Башнта) est une ville de la république de Kalmoukie, en Russie, et le centre administratif du raïon Gorodovikovski. Sa population s'élevait à 8 678 habitants en 2019.

## Géographie
Gorodovikovsk est arrosée par la rivière Bachantenon et se trouve à 116 km au nord de Stavropol, à 182 km à l'ouest d'Elista et à 1 118 km au sud de Moscou.

## Histoire
La localité est fondée en 1872 : c'est d'abord le village kalmouk Bachanta (Башанта). Elle reçoit le statut de commune urbaine en 1938 et le statut de ville en 1971. Elle est alors rebaptisée Gorodovikovsk, en l'honneur de Gorodovikov Oka, un héros de l'Union soviétique d'origine kalmouke.
|  |

## Population
Recensements ou estimations de la population
| 1939* | 1959* | 1970* | 1979*  | 1989*  |
| ----- | ----- | ----- | ------ | ------ |
| 3 979 | 4 619 | 7 804 | 11 879 | 11 902 |

| 2002*  | 2010* | 2012  | 2013  | 2014  |
| ------ | ----- | ----- | ----- | ----- |
| 10 940 | 9 565 | 9 327 | 9 139 | 9 010 |

| 2015  | 2016  | 2017  | 2018  | 2019  |
| ----- | ----- | ----- | ----- | ----- |
| 8 899 | 8 799 | 8 798 | 8 768 | 8 678 |